# Challenger de Chicago 2023
El Chicago Challenger 2022 fue un torneo de tenis profesional jugado en canchas duras. Fue la 3.ª edición del torneo y formó parte de lsos Torneos WTA 125s en 2023. Se llevó a cabo en Chicago, Estados Unidos, entre el 21 de agosto al 26 de agosto de 2023.

## Cabezas de serie

### Individuales
| Tenista           | Ranking | Preclasificada |
| Arantxa Rus       | 41      | 1              |
| Elina Avanesyan   | 64      | 2              |
| Camila Osorio     | 65      | 3              |
| Alizé Cornet      | 66      | 4              |
| Lucia Bronzetti   | 68      | 5              |
| Rebeka Masarova   | 73      | 6              |
| Diane Parry       | 75      | 7              |
| Kamilla Rakhimova | 80      | 8              |

- Ranking del 14 de agosto de 2023.

### Dobles
| Tenista                            | Ranking | Preclasificada |
| Ulrikke Eikeri Ingrid Neel         | 107     | 1              |
| Yana Sizikova Kimberley Zimmermann | 109     | 2              |

## Campeonas

### Individuales femeninos
Viktoriya Tomova venció a  Claire Liu por 6–1, 6–4

### Dobles femenino
Ulrikke Eikeri /  Ingrid Neel vencieron a  Cristina Bucșa /  Alexandra Panova por w/o